# Siphlodora
Siphlodora är ett undersläkte inom släktet Drosophila som innehåller två arter.

## Arter inom undersläktet
- Drosophila flexa Loew, 1866
- Drosophila sigmoides Loew, 1872